# Bula (Camarines Sul)
Bula é um município de  segunda classe de renda municipal (d) na província Camarines Sul, nas Filipinas. De acordo com o censo de 1 de maio  de  2020 possui uma população de 73 143 pessoas e 15 468 domicílios.